# Czernichów (powiat krakowski)
Czernichów – wieś w Polsce, położona w województwie małopolskim, w powiecie krakowskim, w gminie Czernichów.
Wieś królewska Czerniechów, położona w drugiej połowie XVI wieku w powiecie śląskim województwa krakowskiego, należała do klucza czernichowskiego wielkorządów krakowskich.
W latach 1954–1972 wieś należała i była siedzibą władz gromady Czernichów. W latach 1975–1998 miejscowość należała administracyjnie do województwa krakowskiego.
| SIMC    | Nazwa        | Rodzaj     |
| ------- | ------------ | ---------- |
| 0215554 | Bagienna     | część wsi  |
| 0215643 | Bór          | przysiółek |
| 0215560 | Czernichówek | część wsi  |
| 0215577 | Górka        | część wsi  |
| 0215927 | Kępa         | przysiółek |
| 0215583 | Nad Wisłą    | część wsi  |
| 0215590 | Niwka        | część wsi  |
| 0215608 | Pasieka      | część wsi  |
| 0215956 | Pasieka      | przysiółek |
| 0215614 | Pod Górkami  | część wsi  |
| 0215620 | Pod Kaplicą  | część wsi  |
| 0215650 | Ratanice     | przysiółek |
| 0215637 | Zakamycze    | część wsi  |

## Historia
Początki Czernichowa sięgają przełomu X i XI stulecia. W XIII w. wieś znajdowała się częściowo w dobrach tynieckiego klasztoru Benedyktynów, częściowo w dobrach rycerskich. W XVI w. Czernichów wraz z dziesięcioma sąsiednimi wioskami trafił do zasobów króla Zygmunta Starego. Po III rozbiorze znalazł się pod panowaniem Austrii, a w 1815 roku znalazł się w Rzeczypospolitej Krakowskiej jako siedziba gminy.
W tej typowo rolniczej podkrakowskiej wiosce już w 1860 roku utworzona została Szkoła Praktyczna Gospodarstwa Wiejskiego funkcjonująca do dziś jako Zespół Szkół Rolnicze Centrum Kształcenia Ustawicznego im. Franciszka Stefczyka, będąca najstarszą szkołą rolniczą w Polsce. W 1890 roku jeden z jej profesorów – dr Franciszek Stefczyk powołał do życia Spółdzielczą Kasę Oszczędności i Pożyczek, która dała początek spółdzielczości wiejskiej.
W 2004 r. w jednym z budynków szkoły utworzona została filia Warsztatów Terapii Zajęciowej im. ks. Bronisława Markiewicza, prowadzonych przez Fundację im. Brata Alberta.
W okresie międzywojennym Czernichów był siedzibą gminy zbiorczej, w skład której wchodziło 13 wiosek. Kolejne zmiany administracyjne doprowadziły w 1973 roku do utworzenia gminy Czernichów, w skład której wchodzi do dziś 12 sołectw: Czernichów, Czułówek, Dąbrowa Szlachecka, Kamień, Kłokoczyn, Nowa Wieś Szlachecka, Przeginia Duchowna, Przeginia Narodowa, Rybna, Rusocice, Wołowice, Zagacie. Funkcję centrum administracyjnego sprawuje więc Czernichów do dzisiaj. Oprócz wyznawców kościoła katolickiego należących do miejscowej parafii, istnieje grupa Świadków Jehowy należąca do zboru Kraków-Salwator.

## Zabytki
Obiekty wpisane do rejestru zabytków nieruchomych województwa małopolskiego:
- Kościół św. Trójcy w Czernichowie;
- Kaplica Różańcowa w Czernichowie;
- Zespół dworski w Czernichowie;
- Zajazd w Czernichowie.

### Inne
- ludowa rzeźba „Chrystus u słupa” – w ogrodzeniu kościoła* [10];
- pomnik upamiętniający 10-lecie odzyskania niepodległości – 1918–1928.

## Turystyka
- Wzniesienie Chełm
- Od 1999 roku organizowany jest Ogólnopolski Spływ Kajakowy na trasie Czernichów – Kraków[11].
- Wędkarstwo: nad Wisłą i w jej starorzeczach, ale także w stawach w Czernichowie.

## Urodzeni w Czernichowie
- Aleksander Birkenmajer (1890–1967), historyk nauki, członek Polskiej Akademii Umiejętności
- Zbigniew Czeczot-Gawrak (1911–2009), filmoznawca, historyk i teoretyk filmu, publicysta i wykładowca uniwersytecki
- Kazimierz Stefczyk (1891–1941), pułkownik dyplomowany artylerii Wojska Polskiego